# 水吉縣

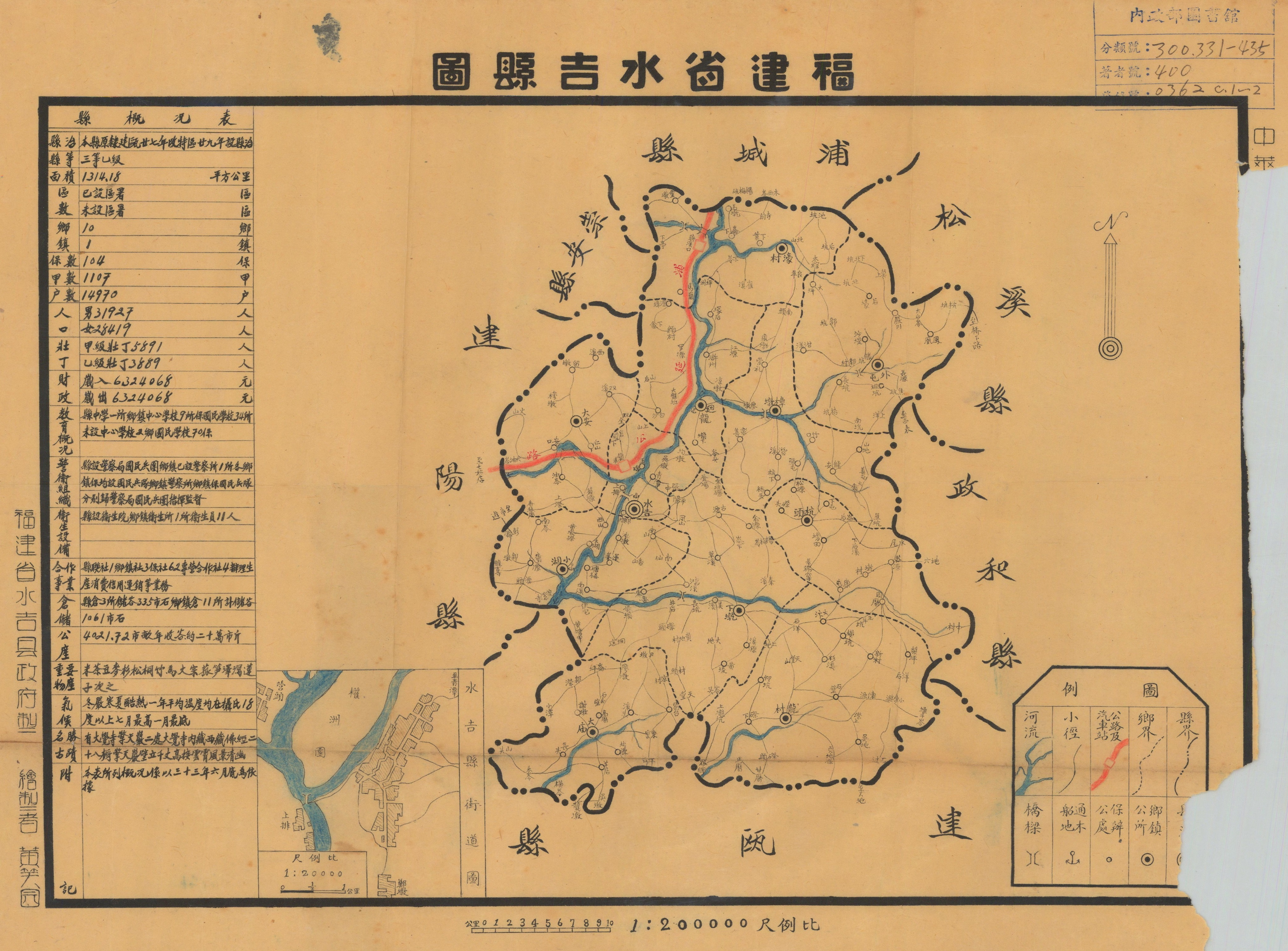
水吉县行政区划图（1944年6月底）

水吉縣是福建省历史上的一個縣，成立於1940年10月，前身是建瓯县的第一大镇水吉镇和1938年10月成立的水吉特种区。中華人民共和國建國後，水吉县繼續維持。1956年7月9日，经中国国务院全体会议第34次会议通过，撤销水吉县，将水吉县所属的第一、五、六3个区和第二区的5个乡，第三区的6个乡，第四区的6个乡划归建阳县；第二区的10个乡，第四区的7个乡划归建瓯县；第三区的6个乡划归浦城县。1956年9月25日，水吉縣的撤銷實施。